# 나스루딘 샤
나시루딘 샤(Naseeruddin Shah, 1950년 7월 20일 ~ )는 인도의 배우이다.

## 출연 작품
- 아이야리 (2018)
- 더 헝그리 (2017)
- 이라다 (2017)
- 오케이 달링 (2017)
- 엘리펀트 인 더 룸 (2016)
- 망고 드림스 (2016)
- 파니를 찾아서 (2014)
- 봄베이 무비 (2014)
- 데드 이쉬퀴야 (2014)
- 더 커핀 메이커 (2013)
- 진다 바그 (2013)
- 맥시멈 (2012)
- 더티 픽쳐 (2011)
- 마이클 (2011)
- 신을 본 남자 (2011)
- 수잔나의 일곱 번의 결혼 (2011)
- 라즈니티 (2010)
- 노란 부츠의 소녀 (2010)
- 이쉬퀴야 (2010)
- 더 폴링 (2010)
- 트웰브 안나스 (2009)
- 투데이스 스페셜 (2009)
- 어 웬즈데이 (2008)
- 살육의 시간 (2008)
- 아말 (2007)
- 슛 온 사이트 (2007)
- 밸리 오브 플라워즈 (2006)
- 옴카라 (2006)
- 수퍼 히어로 끄리쉬 (2006)
- 제로 존 (2006)
- 빙 사이러스 (2005)
- 파헬리 (2005)
- 그레이트 뉴 원더풀 (2005)
- 이끄발 (2005)
- 파르자니아 (2005)
- 내가 여기 있잖아 (2004)
- 마크불 (2003)
- 젠틀맨 리그 (2003)
- 몬순 웨딩 (2001)
- 헤이 람 (2000)
- 사파로쉬 (1999)
- 서치 어 롱 저니 (1998)
- 차이나 게이트 (1998)
- Private Detective: Two Plus Two Plus One (1997)
- 때론 그렇고 때론 아니야 (1993)
- 범행 일지 (1990)
- 더 크로싱 (1984)
- 사아힐 (1984)
- 폐허 (1983)
- 플라이트 오브 피전스 (1979)
- 만탄 (1976)